# Sean Murdoch
Sean Murdoch (Edinburgh, 31 juli 1986) is een Schots voetbaldoelman die sinds 2008 voor de Schotse eersteklasser Hamilton Academical FC uitkomt. Voordien speelde hij voor Dunfermline Athletic, waar hij weinig aan spelen toekwam en grotendeels uitgeleend werd.